# Monts Ouba
Ne doit pas être confondu avec Monts Oulba.
Les monts Ouba (en kazakh : Уба жотасы, en russe : Уби́нский хребе́т) forment un chaînon de basse montagne de l'ouest de l'Altaï culminant à 1 812 mètres d'altitude à la Sinioukha. Ils se trouvent dans le Kazakhstan-Oriental près de la frontière russe et s'allongent sur 120 kilomètres au nord-ouest du Kholzoun. Leur altitude moyenne s'échelonne entre 600 et 700 mètres à l'ouest et entre 1 500 mètres et 1 800 mètres à l'est.

## Géologie
Les monts Ouba sont surtout formés de micaschistes, de calcaire et de granite. Ils font partie de l'Altaï de minerai, riche en minerais rares.

## Flore
Les zones inférieures du versant occidental des monts Ouba sont recouvertes de végétation steppique poussant sur un sol de tchernoziom de montagne, tandis que le versant oriental est recouvert de taïga de conifères avec des zones de bouleaux et de trembles.

## Source
- (ru) Cet article est partiellement ou en totalité issu de l’article de Wikipédia en russe intitulé « Убинский хребет » (voir la liste des auteurs).